# Royaume de Nouvelle-Grenade
Pour les articles homonymes, voir Nouvelle-Grenade.
1550–1717
1723–1739
Entités précédentes :
- Tierra Firme (1550)
- Vice-royauté de Nouvelle-Grenade (1723)

Entités suivantes :
- Vice-royauté de Nouvelle-Grenade (1717)
- Vice-royauté de Nouvelle-Grenade (1739)

Le royaume de Nouvelle-Grenade, en espagnol Nuevo Reino de Granada, est le nom que la couronne d'Espagne donna à un territoire du nord de l'Amérique du Sud et l’est de l’Amérique centrale au XVIe siècle lors de sa colonisation des Amériques. Il couvrait une grande partie du territoire actuel de la Colombie, l'Équateur, le Panama, et une partie du Venezuela. Son territoire relève de l'audience royale de Santa Fe de Bogota de 1550 à 1718 tandis qu'il fait partie de la vice-royauté du Pérou, puis fait partie de la vice-royauté de Nouvelle-Grenade (1718-1819), dont le siège se trouve dans la même ville. Après plusieurs tentatives pour former des États indépendants dans les années 1810, le royaume et la vice-royauté s'effondrent avec l'établissement de la république de Colombie.

## Histoire
En 1514, l'Espagne s'installe de manière permanente dans la région. Avec la fondation de Santa Marta (en 1525) et Carthagène des Indes (en 1533), le contrôle espagnol de la côte est établi et l'expansion vers l'intérieur des terres peut commencer. Le conquistador Gonzalo Jiménez de Quesada colonise une région très étendue en suivant le fleuve Magdalena dans la cordillère des Andes en défaisant le puissant peuple des Chibcha et fondant la ville de Santa Fe de Bogotá (en 1538 environ) (actuellement Bogota). Il nomme la région El nuevo reino de Granada, le nouveau royaume de Grenade qui existait dans l'extrême sud de l'Espagne jusqu'en 1492.
Pour permettre l'établissement d'un gouvernement civil en Nouvelle-Grenade, une Audiencia voit le jour à Santa Fé de Bogotá en 1548-1549, un corps combinant autorité judiciaire et exécutive, jusqu'à ce que soit créée une presidencia ou gouvernorat en 1564 qui assumera le pouvoir exécutif. À ce moment, la Nouvelle-Grenade est considérée comme une Capitainerie générale dépendant de la vice-royauté du Pérou. La juridiction de l’Audiencia s'étend à toutes les provinces environnantes correspondant à la Nouvelle-Grenade ainsi qu'aux nouvelles régions conquises lors des années qui suivront.
Le gouverneur dépend du Vice-roi du Pérou à Lima, mais la lenteur des communications entre les deux capitales conduit à l'établissement d'une vice-royauté de Nouvelle-Grenade en 1717. Supprimée en 1723 à cause de problèmes financiers, elle est rétablie en 1739.
L'activité économique est consacrée à l'extraction de l'or, destiné à l’enrichissement exclusif de l'Espagne.

## Politique

### Real Audiencia de Santa Fe de Bogotá
Durant le temps durant lequel le territoire du Royaume de Nouvelle-Grenade est un district d'une Audiencia, il est gouverné par un président et fait partie de la Vice-royauté du Pérou.

### Vice-royauté de Nouvelle-Grenade
Les territoires des Audiencias de Santa Fe de Bogotá et de Quito, ainsi qu'une partie de ce qui deviendra par la suite la Capitainerie générale du Venezuela, sont regroupés au sein d'une vice-royauté par le roi Philippe V d'Espagne entre 1717 et 1723. La capitale de la vice-royauté est située à Santa Fe.

## Géographie

### Géographie physique

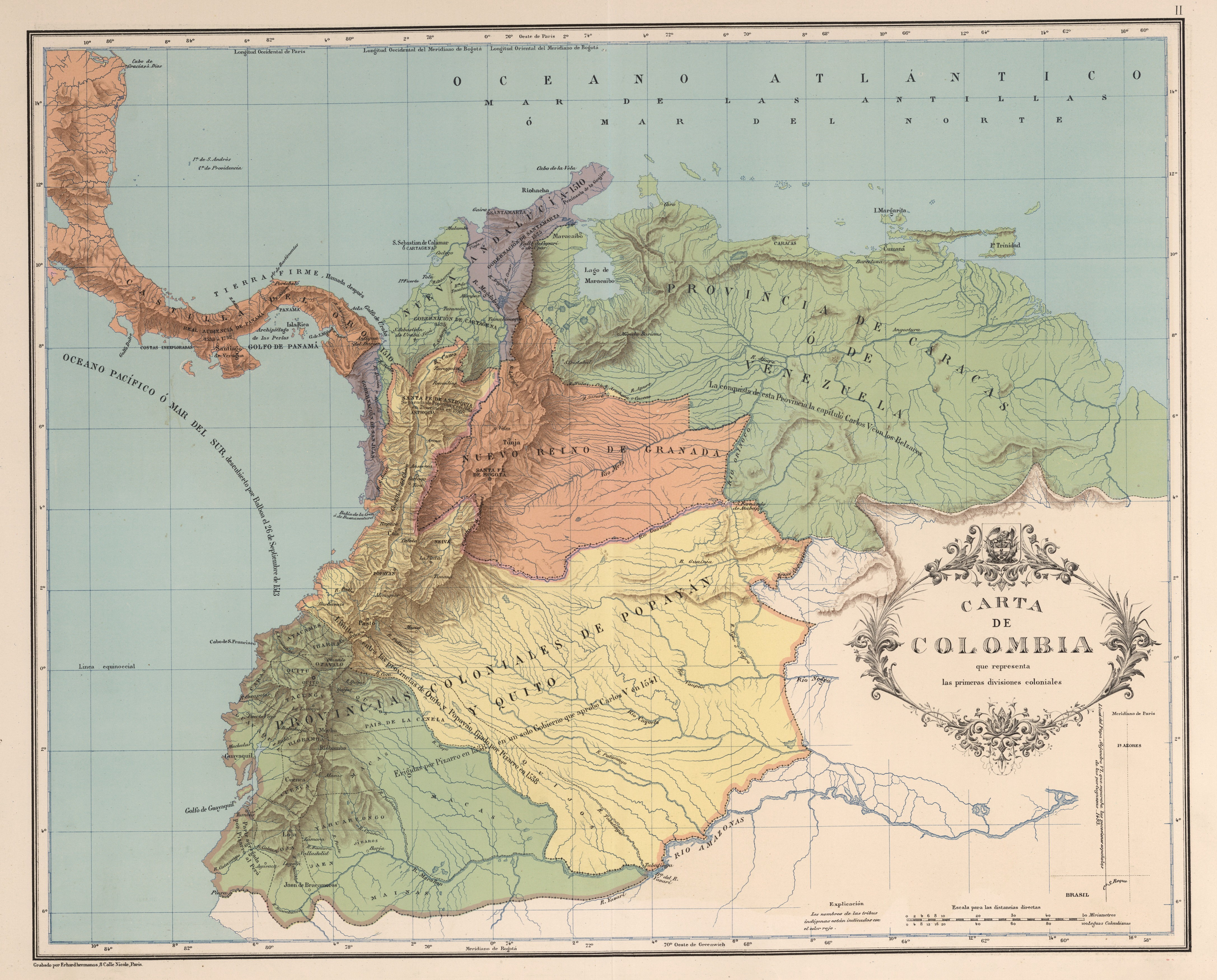
Carte de 1538
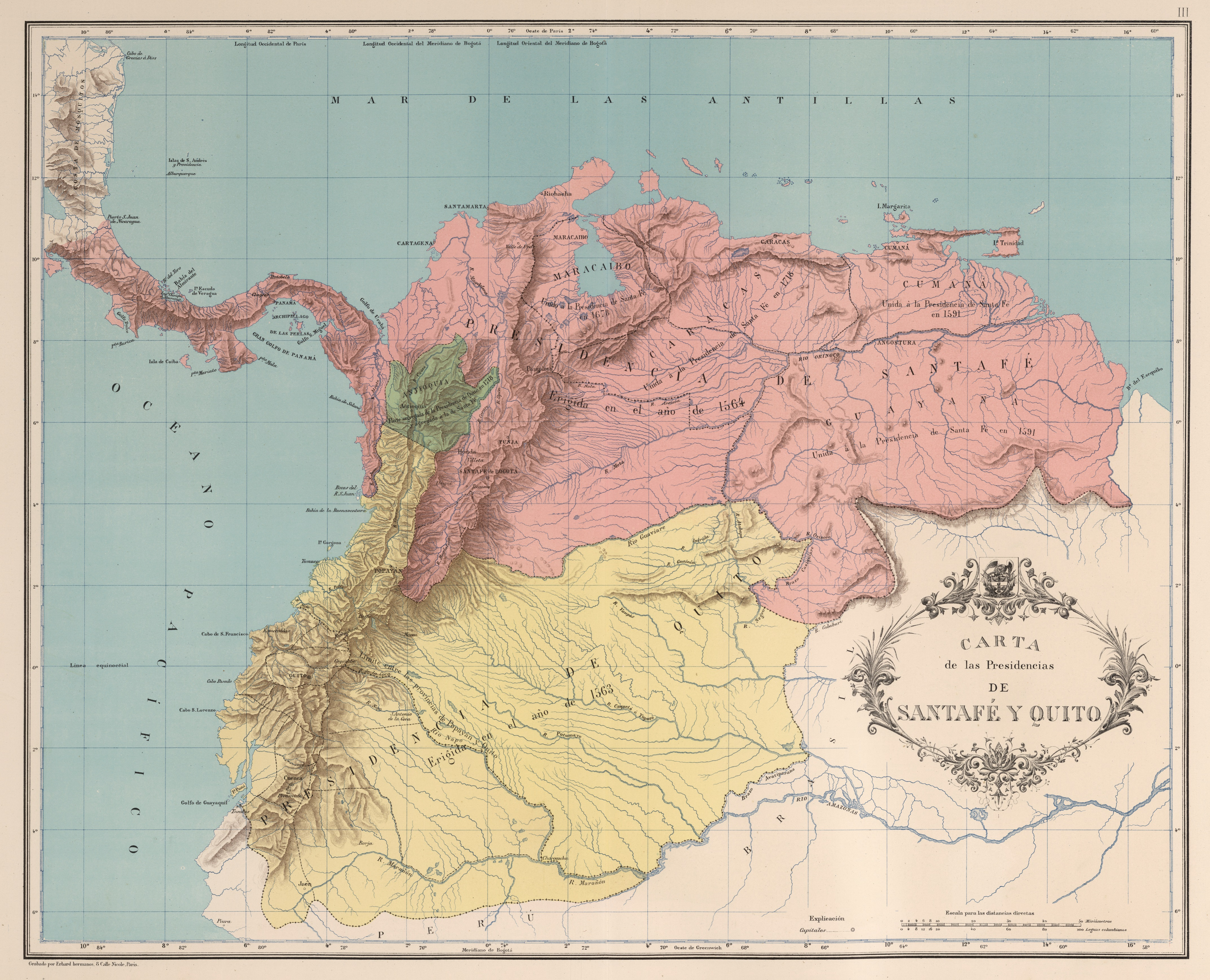
Carte de 1564

## Divisions administratives
Le royaume de Nouvelle-Grenade est organisé en différents gouvernorats et provinces :
| Territoire                  | Capitale              | Établissement | Fondateur                  |
| --------------------------- | --------------------- | ------------- | -------------------------- |
| Gouvernorat de l'Isthme     | Panamá                | 1519          | Pedro Arias Dávila         |
| Gouvernorat de Santa Marta  | Santa Marta           | 1525          | Rodrigo de Bastidas        |
| Gouvernorat de Carthagène   | Carthagène des Indes  | 1533          | Pedro de Heredia           |
| Gouvernorat de Popayán      | Popayán               | 1537          | Sebastián de Belalcázar    |
| Gouvernorat de Santa Fe     | Bogota                | 1538          | Gonzalo Jiménez de Quesada |
| Corregimiento de Pasto (es) | San Juan de Pasto     | 1539          | Lorenzo de Aldana          |
| Corregimiento de Tunja      | Tunja                 | 1539          | Gonzalo Suárez Rendón      |
| Gouvernorat d'Antioquia     | Santa Fe de Antioquia | 1541          | Jorge Robledo              |
| Province de Guayana         | Angostura             | 1595          | Antonio de Berríos         |
| Gouvernorat de Chocó        | Quibdó                | 1648          | Manuel Cañizales           |